# والوو
والوو (به آلمانی: Walow) یک شهر در آلمان است که در مکلنبورگیشه زنپلاته واقع شده‌است. والوو  ۵۶۵ نفر جمعیت دارد.